# Paweł Piotr Dobija
Paweł Piotr Dobija (* 30. srpna 1982, Bílsko-Bělá, Polsko) je římskokatolický duchovní a herec.

## Životopis
Jáhenské svěcení ovšem přijal 21. června 2008 z rukou biskupa Františka Václava Lobkowicze v opavské konkatedrále Nanebevzetí Panny Marie, kněžské pak 27. června 2009 v Ostravě. Od prvního červencového dne téhož roku se stal farním vikářem v jablunkovské farnosti, odkud přešel do stejné funkce ve farnosti v Karviné. Zde působil mezi roky 2011 a 2012. Následně se během let 2012 až 2013 stal administrátorem ve farnostech Dvorce, Bílčice a Křišťánovice, jež všechny správně spadají do Bruntálského děkanátu. Dne 1. září 2013 byl jmenován duchovním ve farnosti Mořkov, kde nahradil dosavadního duchovního správce P. Ing. Jana Františka Káňu, O. Praem, jenž v této farnosti do té doby působil nepřetržitě od 1. září 1990, tedy 23 let.